# تودور آرگزی
تودور آرگزی (رومانیایی: Tudor Arghezi؛ ‏ تلفظ رومانیایی: [ˈtudor arˈɡezi]؛ ‏ ۲۱ مهٔ ۱۸۸۰ – ۱۴ ژوئیهٔ ۱۹۶۷) شاعر، رمان‌نویس، نویسندهٔ داستان کوتاه، روزنامه‌نگار و جستارنویس اهل رومانی بود. نام واقعی او «ایون ن. تئودورسکو» بود و خود اظهار داشت که «آرگزی» که تخلص او محسوب می‌شد، برگرفته از واژهٔ «آرگِـسیس» است که معادل لاتین رودخانهٔ آرجش است.
شهرت او علاوه بر اشعارش، به‌واسطهٔ مشارکت‌های مهمش در ادبیات کودک است.